# Вівчарик товстодзьобий
Вівча́рик товстодзьо́бий (Phylloscopus schwarzi) — вид горобцеподібних птахів родини кропив'янкових.

## Опис
Довжина тіла — близько 9 см. Вага — 6-7 г. У дорослого птаха верх оливково-бурий; через око проходить вузька темно-бура смуга; над оком широка жовтувата «брова», яка доходить до потилиці і ззаду дещо загнута вгору; горло білувате; низ сірувато-білий, з бурим відтінком на волі та боках тулуба; підхвістя жовтувате; махові і стернові пера бурі; дзьоб бурий, міцний; ноги світло-бурі, молодий птах схожий на дорослого, але весь низ з жовтим відтінком.

## Поширення
Ареал вівчарика товстодзьобого простягається від Сахаліну аж до північного сходу Китаю і півночі Кореї. Регіон зимівлі — південний схід Азії від Китаю до Бірми. В Україні рідкісний залітний птах, спостерігався на півострові Тарханкут. Оселяється в різноманітних світлих лісах та окраїнах тайги, вглиб якої не заходить.

## Спосіб життя
Майже все життя вівчарик товстодзьобий проводить в приземній частині підліску, біля основи чагарників і довколишній трав'янистій рослинності, і тільки в період розмноження підіймається на дерева. Обережний і потайливий. Харчовий раціон складається з павуків і комах, яких птахи шукають в траві і чагарнику.

## Розмноження
Шлюбний період вівчарика товстодзьобого починається з моменту прильоту співом самців, які обираючи гніздові ділянки, спершу пересуваються різними місцями. За 7-10 днів після прильоту самці співають вже в межах своїх ділянок на визначених місцях, які неохоче покидають і завжди до них повертаються. Гнізда зводять в кущах на висоті близько 75 см від поверхні землі. Складається гніздо з двох шарів — пухкого зовнішнього з тонких ялинових гілочок і грубих стебел злаків, і щільного внутрішнього із сухих стеблинок. Вхідний отвір гнізда птахи роблять ближче до його вершини й оповивають тоненькими стеблинками злаків. У гнізді близько п'яти білих яєць з блідими іржаво-блідо-жовтими плямами і цятками. Пташенята стають самостійними, залежно від регіону, від початку до кінці серпня.

## Охорона
Для збереження виду необхідна сувора охорона лісів та впровадження пермакультурних методів ведення лісового господарства. Вівчарик товстодзьобий охороняється Бернською конвенцією.